# Bencomia caudata
Bencomia caudata är en rosväxtart som först beskrevs av William Aiton, och fick sitt nu gällande namn av Philip Barker Webb och Berth.. Bencomia caudata ingår i släktet Bencomia och familjen rosväxter. Inga underarter finns listade i Catalogue of Life.

## Bildgalleri

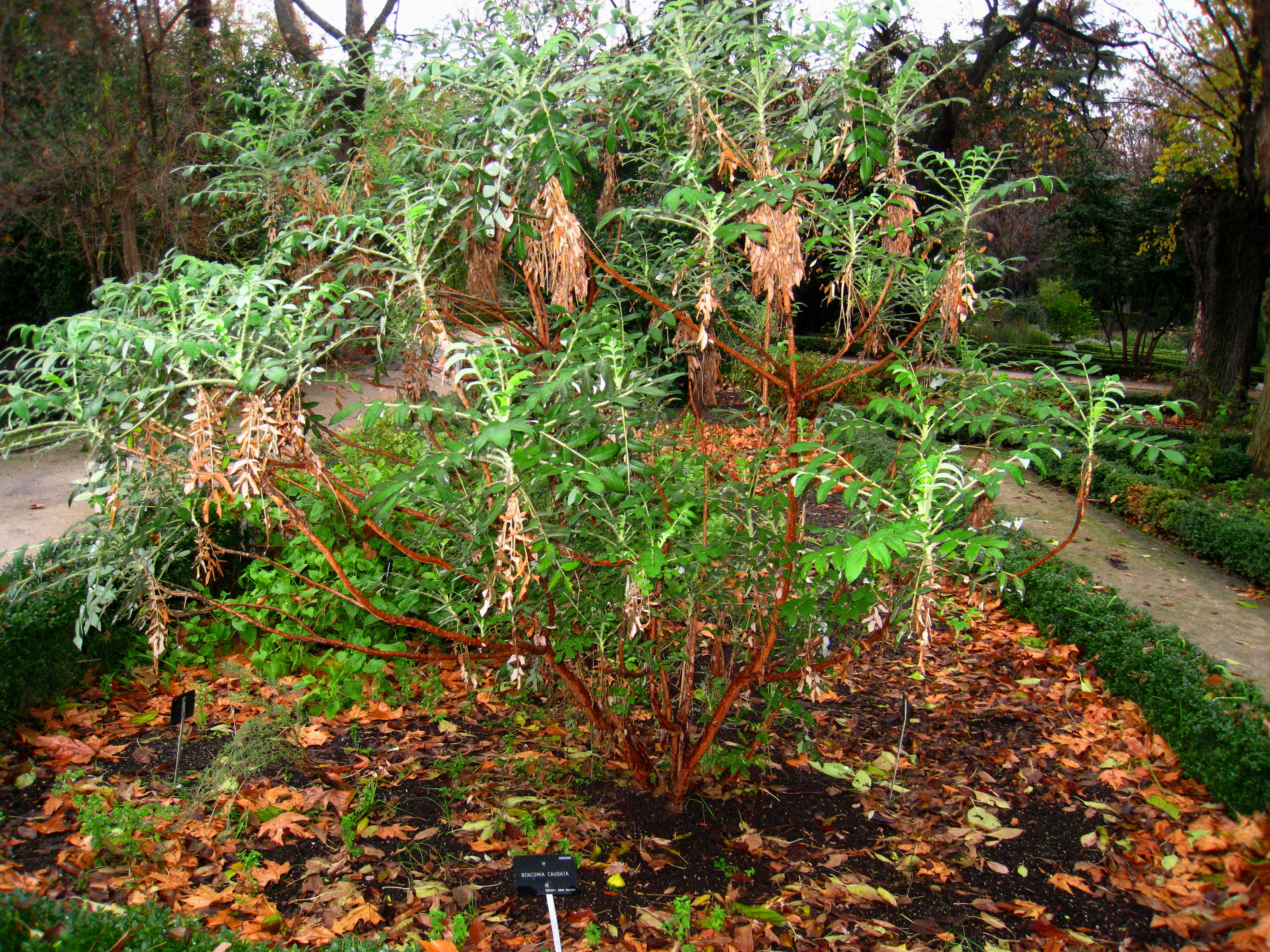
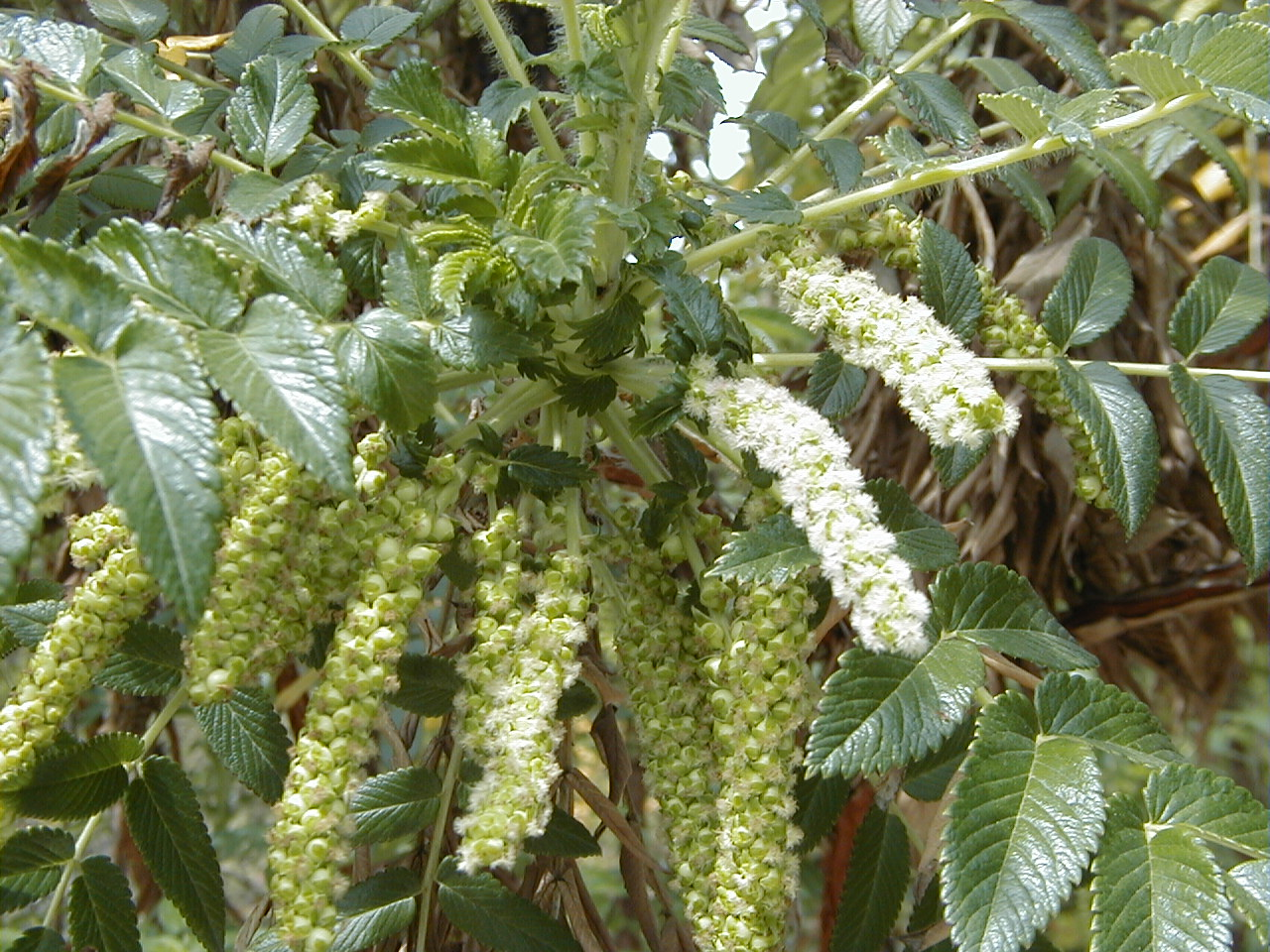